# Слободище (Бердичівський район)
Слободи́ще — село в Україні, у Швайківській сільській громаді Бердичівського району Житомирської області. Населення становить 932 особи.

## Географія

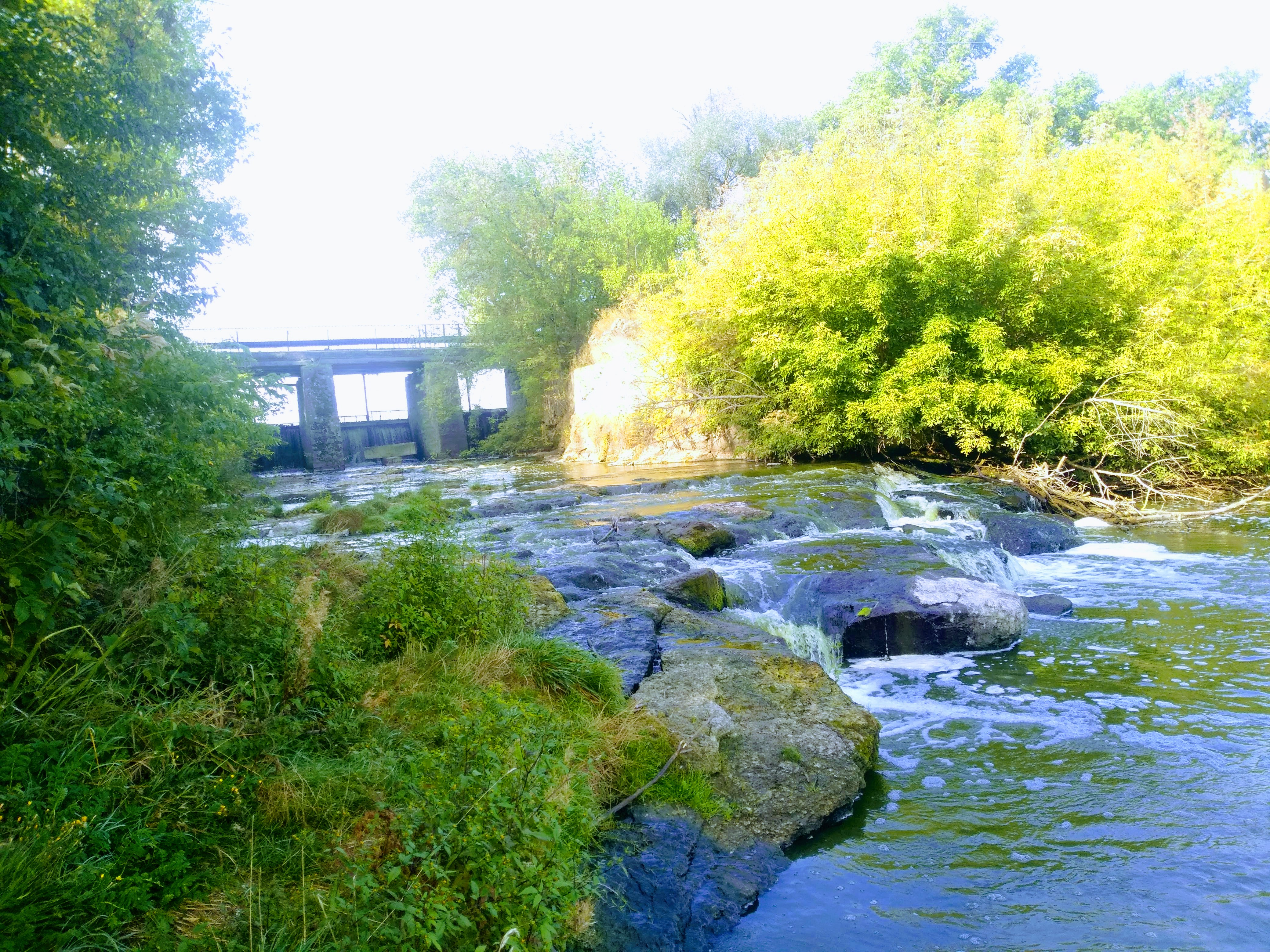
Дамба на річці Гнилоп'ять

Селом протікає річка Гнилоп'ять.

## Історія
Датою заснування села вважається 1510 рік. Вперше документально назва села згадана в акті від 7 жовтня 1593 року в інвентарі маєтків, які належали Євстафію, Юрію, Петру та Олександру Тишкевичам-Логойським і знаходилися в Житомирському повіті Київського воєводства. Назва Слободище вказує на те, що у селі проживали свобідні люди.

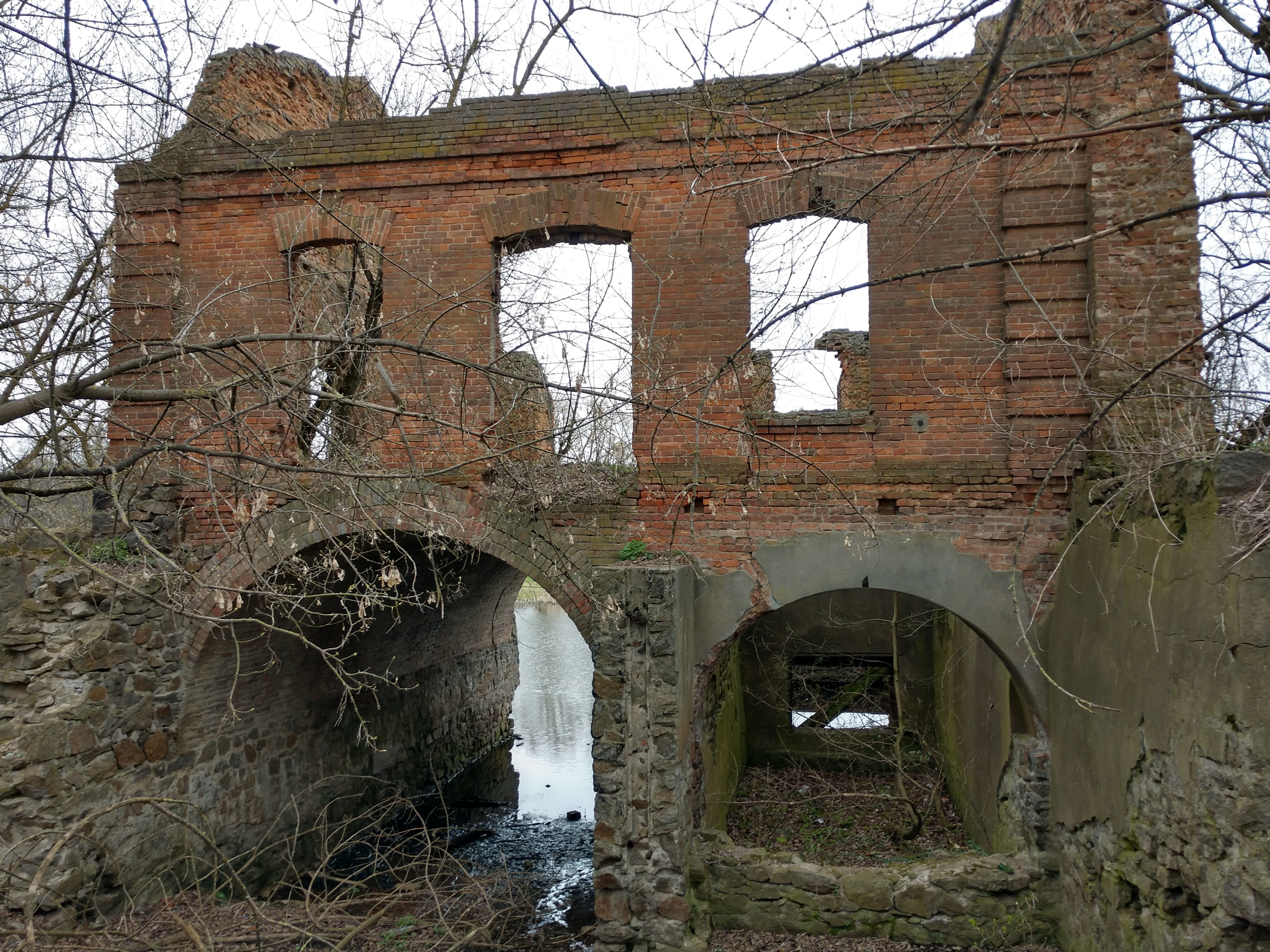
Млин в с. Слободище на р. Гнилоп'ять

У другій половині XVI століття містечком володів Василь Тишкевич, який збудував тут замок. Залишки замку були помітні ще наприкінці ХІХ ст. За часів козаччини це було велелюдне місто, тільки грецька колонія налічувала 4 тис. осіб. У містечку була мурована церква, монастир василіян.
Поблизу села у 1660 р. відбулася Слободищенська битва та був укладений Слободищенський трактат.
Станом на 1885 рік у колишньому власницькому селі П'ятківської волості Житомирського повіту Волинської губернії мешкало 1200 осіб, налічувалось 136 дворових господарств, існували православна церква, школа, постоялий будинок і водяний млин.Належало Вишомирським.
За переписом 1897 року кількість мешканців зросла до 1994 осіб (969 чоловічої статі та 1025 — жіночої), з яких 1948 — православної віри.
У 1906 році село П'ятківської волості Житомирського повіту Волинської губернії. Відстань від повітового міста 32 верст, від волості 10. Дворів 334, мешканців 2098.
У 1932–1933 роках село постраждало від Голодомору. Тоді у Слободищі голодувало 100 сімей. Приблизно половина голодуючих були колгоспниками.
177 воїнів — земляків не повернулись з фронтів війни. На їх честь в 1966 році встановлено обеліск, на якому викарбувані імена загиблих воїнів — односельчан. В 1992 році обеліск перенесено у створений меморіальний комплекс.

## Населення
Згідно з переписом УРСР 1989 року чисельність наявного населення села становила 997 осіб, з яких 441 чоловік та 556 жінок.
За переписом населення України 2001 року в селі мешкало 929 осіб.

### Мова
Розподіл населення за рідною мовою за даними перепису 2001 року:
| Мова       | Чисельність | Відсоток |
| ---------- | ----------- | -------- |
| українська | 922         | 98,93%   |
| російська  | 10          | 1,07%    |
| Усього     | 932         | 100%     |

## Пам'ятки
Неподалік від села розташований Козацький курган датований XVII—XVIII ст. та підземні ходи.
Збереглася будівля панського маєтку.
У 1992 році збудовано Меморіальний комплекс на честь воїнів-односельчан.

## Відомі люди
- У селі народилися Герої Радянського Союзу Грабчук Максим Григорович , Карпенко Іван Михайлович.
- Народився Дмитро Власович Степовик — доктор філософії, доктор мистецтвознавтства, доктор богословських наук, професор, академік Академії наук Вищої Школи України.
- Ясінський Микола Іванович — солдат Збройних сил України, учасник російсько-української війни.